# 王世堅
王 世堅（おう せいけん、ワン シージエン、1960年〈民国49年〉1月1日 - ）は、中華民国（台湾）の実業家、政治家。民主進歩党所属の立法委員。

## 経歴
1960年1月1日、台湾省台北市建成区打鉄街（現・大同区赤峰街）で生まれた。台北市中山区中山国民小学、台北市立新興国民中学、台北市私立再興高級中学、国立中興大学を経て、1992年に中国文化大学応用化学科を卒業。
1982年、王は日成造営の理事長を務めた。1995年、王と他の数十人の業界人が放送局の台北之音を創立した。2000年10月、王は6千万新台湾ドルをかけて中国国民党籍の台北県議員陳錦錠から『自立晩報』の株式100%を購入し、理事長に就任した。しかし、わずか1年後の翌年7月26日、王は1000万新台湾ドルで『自立晩報』を中医師兼緑色和平電台会長の張福泰に譲渡したため、張福泰が後任の理事長となった。
1997年、王は台湾独立建国連盟の「6・28中国併呑反対大会」副召集人、民主進歩党中央執行委員も務めた。
ひまわり学生運動の間、王はこの行動への支持を公に表明し、2014年4月1日、同党の徐佳青市議員と民主進歩党立法院の党団員を率いて立法院を占拠した学生を支援した。

## 家族
王は妻と交際から1年後に婚約し、1989年に結婚した。1男1女をもうけた。

## 選挙記録
| 年度 | 選挙                 | 選挙区           | 所属政党   | 得票数  | 得票率 | 当選       | 注釈       |
| ---- | -------------------- | ---------------- | ---------- | ------- | ------ | ---------- | ---------- |
| 1998 | 第8回台北市議員選挙  | 第四選挙区       | 民主進歩党 | 21,917  | 11.16% |            | [ 9 ]      |
| 2002 | 第9回台北市議員選挙  | 第四選挙区       | 民主進歩党 | 16,636  | 9.41%  | [ 10 ]     |            |
| 2004 | 第6回立法委員選挙    | 台北市第二選挙区 | 民主進歩党 | 65,027  | 11.05% |            |            |
| 2008 | 第7回立法委員選挙    | 台北市第二選挙区 | 民主進歩党 | 71,119  | 45.79% |            | 選挙区再編 |
| 2010 | 第11回台北市議員選挙 | 第四選挙区       | 民主進歩党 | 24,546  | 13.06% |            |            |
| 2014 | 第12回台北市議員選挙 | 第四選挙区       | 民主進歩党 | 25,102  | 12.70% |            |            |
| 2018 | 第13回台北市議員選挙 | 第四選挙区       | 民主進歩党 | 18,945  | 10.24% |            |            |
| 2022 | 第14回台北市議員選挙 | 第四選挙区       | 民主進歩党 | 29,796  | 16.60% | 最多得票数 |            |
| 2024 | 第11回立法委員選挙   | 台北市第二選挙区 | 民主進歩党 | 111,605 | 60.53% |            |            |